# Brouwerij Dampegheest
Brouwerij Dampegheest is een Nederlandse brouwerij van speciaalbier in Limmen.

## Geschiedenis
Brouwerij Dampegheest werd opgericht in 2007. Voor die tijd waren de brouwmeesters al als hobbybrouwer actief. Sindsdien groeit de brouwerij gestaag. In de eerste dagen werd er per brouwsel zo'n 200 liter bier afgevuld, dit getal kon in 2008 al omhoog naar 300 liter per brouwsel. In 2011 werd met nieuwe tanks de capaciteit van de brouwerij vermeerderd en nu wordt er per brouwsel 800 liter bier gebrouwen. Met de schaalvergroting groeide ook het afzetgebied. Zoals veel kleine brouwerijen had brouwerij Dampegheest oorspronkelijk een sterk lokaal karakter en richtte het bedrijf zich in de eerste plaats op de lokale markt. Dat blijkt onder meer uit de namen van de bieren, die in het West-Friese dialect gesteld zijn. Ook de naam van de brouwerij, die verwijst naar een landgoed in het dorp, en de etiketten waarop dit landgoed is afgebeeld passen in dit beeld. Het bier van Dampegheest werd aanvankelijk alleen in Limmen zelf verkocht, maar zijn intussen door heel Nederland verkrijgbaar.
In mei 2014 is oprichter en brouwmeester Herman Zomerdijk bij een ongeval in de brouwerij om het leven gekomen.

## Bieren
Tot het vaste assortiment behoren de Antje van Gerrebrandje, Skoftig en de Zware Hufter, waarvan de laatste een alcoholpercentage van 10% heeft. Naast de vaste bieren brengt Dampegheest ook seizoensbieren uit, waaronder een herfstbock, een fruitig zomerbier en een winters witbier. In 2012 presenteerde de brouwerij Merakels, het eerste Nederlandse weibier.
In 2015 won hun bier Ut 1e Kieft-Ai de tweede plaats op het Meibockfestival in Amsterdam.